# Танієль Ґоферс
Танієль Ґоферс  (англ. Taniele Gofers, 12 червня 1985) — австралійська ватерполістка, олімпійська медалістка.

## Виступи на Олімпіадах
| Олімпіада  | Дисципліна | Місце |
| ---------- | ---------- | ----- |
| Пекін 2008 | водне поло | 3     |